# Qin Wenchen
Qin Wenchen (chinesisch 秦文琛, Pinyin Qín Wénchēn; * 29. Oktober 1966 in Ordos, Autonomes Gebiet Innere Mongolei der Volksrepublik China) ist ein chinesischer Komponist.

## Leben
Qin wurde in der Inneren Mongolei geboren. Mit neun Jahren wurde er bereits in chinesischer Volksmusik unterrichtet. 1987 begann er sein Musikstudium am Konservatorium von Shanghai in den Kompositionsklassen von Xu Shuya und Zhu Jian’er. Nach seinem Abschluss 1992 unterrichtete er am Zentralen Musikkonservatorium in Peking. 1998 erhielt er ein Stipendium des DAAD und kam nach Deutschland an die Folkwang Hochschule Essen, wo er 2001 sein Diplom mit Auszeichnung machte. Seit seiner Rückkehr nach Peking (2001) unterrichtet er wieder am Zentralen Konservatorium und komponiert für viele internationale Musikinstitutionen. Qin wurde mehrfach auf Kompositionswettbewerben in Deutschland, den USA, Japan und Taiwan ausgezeichnet.

## Werk

### Orchester
- Yi Yun (1991/92)
- Yin Yi (2000/01)
- Pilgerfahrt im Mai (2004)

Auftrag der Deutschen Welle
- Wind-Moon Consonance ( Sheng, Blockflöte & Orchester, 2004)

Auftrag des „Chinese-Japanese Contemporary Music Festival 2004“
- „Morgengrauen“, Konzert für Violoncello und Orchester (2008)

Auftrag von Radio Shanghai und „Shanghai Spring International Music Festival“

### Gemischte Ensembles
- Suoana Konzert (für chinesisches Orchester, 1996)
- He-Yi (Schlagzeug,  Zheng, Klavier & Streicher, 1998)
- Huai Sha (Schlagzeug, Harfe, Mandoline, Klavier & Streicher, 2000)

Auftrag des WDR Köln
- The Sun Shadow III (Harfe, Violoncello & Schlagzeug, 2000)
- The Spirit of the Mountains (Sopran, Violine, Violoncello, Klavier & Schlagzeug, 2003/04)

Text von Qu Yuan
- The Sun Shadow VI (Kammerensemble, 2005)
- The Sun Shadow VII (sechs Streicher, 2005)

Auftrag des „Shanghai Spring International Music Festival“
- Five Songs on the Horizon (Violoncello, Akkordeon & Streicher, 2005)
- Pi Pa Words (Pipa solo, 2006)